# Luís Filipe Vieira
Luís Filipe Ferreira Vieira (Lisboa, Son Domingos de Benfica, 22 de junio de 1949) es un empresario y dirigente deportivo portugués.  Es el actual presidente de Sport Lisboa y Benfica.

## Biografía
Luís Filipe Vieira fue elegido a 3 de noviembre de 2003 como 33.º presidente de Benfica.
Se empeñó en él relanzamiento y reconstrucción del club, siendo uno de los responsables por la construcción del nuevo Estadio de la Luz y por el nuevo centro de estágios del Seixal.
Hizo el club en el 21.º más lucrativo de Europa.
Durante sus mandatos, el equipo principal de fútbol del club conquistó las Primeras Aleaciones de 2004/2005, 2009/2010, 2013/2014, 2014/2015, 2015/2016 y 2016/2017 las Copas de Portugal de 2003/2004 y 2013/2014, las Copas de Aleación de 2008/2009, 2009/2010, 2010/2011, 2011/2012, 2013/2014, 2014/2015 y 2015/2016, y las Supertaças Cândido de Olivo de 2005 y 2014, y 2016 habiendo sido por dos veces consecutivas finalista vencido de la Aleación Europa de 2012/2013 y 2013/2014.
Fue reelegido para un segundo mandato a 27 de octubre de 2006. Tres años después, a 3 de julio de 2009, fue reelegido para un tercer mandato, habiendo vencido su adversario Bruno Carvalho con 91,74% de los votos, tras haber dimitido la dirección para provocar elecciones anticipadas.
A 26 de octubre de 2012, Luís Filipe Vieira fue reelegido presidente de Benfica con 83,02% de los votos, contra 13,83% de Rui Rangel y 3,15% de votos blancos. Cuarenta y dos días después, a 7 de diciembre, Vieira se hizo en el presidente con más tiempo de mandato en la historia del club, pasando a Bento Mântua.
En 2014, el club alcanzó un triplete inédito en el fútbol portugués al ganar la Primera Aleación, la Copa de Portugal y la Copa de la Aleación, siendo que repitió la presencia en la final de la Aleación Europa de la UEFA (visto que el año anterior también allá había ido) y meses más tarde ganó la Supertaça Cândido de Olivo, habiendo vencido por lo tanto todas las pruebas nacionales (hecho inédito) un año. La época 2014/15 fue particularmente bien-sucedida una vez que Benfica ganó 64 títulos en el total (1 internacional, 41 nacionales y 22 regionales) en deportes, escalones y géneros diferentes.
En 27 de octubre de 2016, fue reelegido presidente del SL Benfica para un quinto mandato, con 95,52% de los votos, no habiendo tenido adversarios en el acto electoral.

## Palmarés en Benfica (Fútbol, principales modalidades de pabellón y Atletismo — sólo títulos oficiales y en seniores [1ª división] masculinos)
| - 6 Primera Liga Primeras Ligas - 3 Copa de PortugalCopas de Portugal - 7 Copas da Liga - 2 Supercopas Cândido de Oliveira - 1 UEFA Futsala Champions League - 6 Campeonatos Nacionales - 5 Copas de Portugal - 1 Copa da Liga - 6 Supercopa de Portugal - 2 Ligas Europeas - 1 CopaWorld Skate Europe - 3 Copas Continentales - 1 Copas Intercontinental - 1 Torneo Cidade de Vigo - 3 Campeonatos Nacionales - 3 Copas de Portugal - 2 Supercopas António Livramento | - 6 Campeonatos Nacionales - 3 Tazas de Portugal - 4 Tazas Hugo dos Santos - 5 Trofeo António Pratas - 8 Supertaças de Portugal - 1 Campeonato Nacional - 2 Tazas de Portugal - 2 Copas da Liga - 3 Supercopas de Portugal - 4 Campeonatos Nacionales - 7 Copa de Portugal (voleibol) - 6 Supercopas de Portugal | - 5 Campeonatos Nacionales - 6 Campeonatos Nacionales de Pista Coberta - 3 Campeonatos Nacionales de Corta-Mato - 5 Campeonatos Nacionales de Estrada |